# Добриховице
Добриховице (чеш. Dobřichovice) град је у Чешкој Републици. Град се налази у управној јединици Средњочешки крај, у оквиру којег припада округу Праг-запад.

## Становништво
Према подацима о броју становника из 2014. године град је имао 3.468 становника.